# دانیل بروس (بازیکن فوتبال، زاده ۱۹۹۶)
دانیل بروس (انگلیسی: Daniel Bruce؛ زادهٔ ۱۳ مهٔ ۱۹۹۶) بازیکن فوتبال اهل بریتانیا است.
از باشگاه‌هایی که در آن بازی کرده‌است می‌توان به نیومکزیکو یونایتد اشاره کرد.